# 宮本圭造
宮本 圭造（みやもと けいぞう、1971年 - ）は日本の能楽研究者。野上記念法政大学能楽研究所教授。

## 略歴
1971年、大阪府東大阪市に生まれる。 1994年に岩手大学人文社会科学部を卒業し、2000年に大阪大学大学院文学研究科博士後期課程を修了する。日本学術振興会特別研究員、大阪学院大学国際学部講師・助教授を経て、2009年に法政大学能楽研究所准教授、2013年に法政大学能楽研究所教授に就任する。
2005年に第31回日本古典文学会賞、2006年に第38回河竹賞・第1回林屋辰三郎藝能史研究奨励賞、2007年に第28回観世寿夫記念法政大学能楽賞を受賞する。 

## 著書
- 『上方能楽史の研究』（和泉書院、2005）

## 参考
- 野上記念法政大学能楽研究所-宮本 圭造